# Campbell (cráter)
Campbell es un gran cráter de impacto que se encuentra en la hemisferio norte de la cara oculta de la Luna, al suroeste de la llanura amurallada del cráter D'Alembert, una formación aún más grande. Si Campbell se encontrase en el lado de la Luna más próximo a la Tierra, sería uno de los mayores cráteres visibles, con un tamaño ligeramente más grande que el del cráter Schickard. Está bordeado por varios cráteres, como Wiener al suroeste, Von Neumann justo al sur, Ley que recubre el borde suroriental, y Pawsey situado hacia el oeste.
Esta formación ha sido fuertemente desgastada y erosionada por una historia de impactos, dejando un borde circular que es un anillo irregular de crestas y picos. Múltiples pequeños cráteres se encuentran a lo largo del borde y la pared interior, así como a través del suelo interior. Los más notables de estos cráteres son Campbell X a lo largo del borde interior noreste y Campbell N cerca de la pared interna del sur.
Gran parte del piso interior está cubierto por una multitud de impactos menores; con la excepción de un amplio sector de la planta recubierta de nuevo por lava basáltica. Esta zona tiene un albedo más bajo que sus alrededores, apareciendo por lo tanto oscuro. Se extiende desde el centro de Campbell hacia el borde occidental, y tiene un perímetro irregular.
Hay un cráter poco común que se extiende al sur de Campbell y al oeste de Von Neumann, formado por varios cráteres solapados, siendo el más reciente Wiener F, una formación casi hexagonal con un interior rugoso.

## Cráteres satélite
Por convención estos elementos son identificados en los mapas lunares poniendo la letra en el lado del punto medio del cráter que está más cerca de Campbell.
|          | \| Campbell \| Coordenadas \| Diámetro \| \| -------- \| ------------------------------ \| -------- \| \| A \| 52°12′N 155°12′E / 52.2, 155.2 \| 20 km \| \| E \| 46°24′N 158°36′E / 46.4, 158.6 \| 15 km \| \| N \| 43°12′N 152°18′E / 43.2, 152.3 \| 23 km \| \| X \| 47°42′N 149°24′E / 47.7, 149.4 \| 24 km \| \| Z \| 48°48′N 152°54′E / 48.8, 152.9 \| 28 km \| |          |
| Campbell | Coordenadas | Diámetro |
| A        | 52°12′N 155°12′E / 52.2, 155.2 | 20 km    |
| E        | 46°24′N 158°36′E / 46.4, 158.6 | 15 km    |
| N        | 43°12′N 152°18′E / 43.2, 152.3 | 23 km    |
| X        | 47°42′N 149°24′E / 47.7, 149.4 | 24 km    |
| Z        | 48°48′N 152°54′E / 48.8, 152.9 | 28 km    |